# TOR (киностудия)
Киностудия «Тор» (пол. Studio Filmowe „Tor”) — польская киностудия, государственное учреждение культуры.
Созданная 1 апреля 1967 под названием Творческое объединение «Тор» (пол. Zespół Filmowy „Tor”). Художественными руководителями были: Станислав Ружевич (1967—1968 и 1972—1980), Антони Бохдзевич (1968—1970), Ежи Пассендорфер (1971—1972). С января 1980 года студией управляет режиссёр Кшиштоф Занусси.

## Известные фильмы киностудии «Тор»
- 1969 — «Одиночество вдвоем» / «Samotność we dwoje»
- 1969 — «Структура кристалла» / «Struktura kryształu»
- 1970 — «Семейная жизнь» / «Życie rodzinne»
- 1970 — «Романтики» / «Romantyczni»
- 1970 — «Рейс» / «Rejs»
- 1970 — «Локис» / «Lokis»
- 1970 — «Дятел» / «Dzięcioł»
- 1970 — «Доктор Эва» / «Doktor Ewa» (телесериал)
- 1970 — «Березняк» / «Brzezina»
- 1971 — «За стеной» / «Za ścianą»
- 1971 — «Кардиограмма» / «Kardiogram»
- 1972 — «Стеклянный шар» / «Szklana kula»
- 1972 — «Спасение» / «Ocalenie»
- 1972 — «Цветок папоротника» / «Kwiat paproci»
- 1972 — «Гипотеза» / «Hipoteza»
- 1973 — «Иллюминация» / «Iluminacja»
- 1973 — «Ревность и медицина» / «Zazdrość i medycyna»
- 1973 — «Дверь в стене» / «Drzwi w murze»
- 1974 — «Квартальный отчёт» / «Bilans kwartalny»
- 1975 — «Отель «Пацифик»» / «Zaklęte rewiry» / «Dvojí svět hotelu Pacifik» — Польша / Чехословакия (Dramaturgicka Skupina dr. V. Kaliny)
- 1975 — «Страх» / «Strach»
- 1975 — «Опали листья с деревьев» / «Opadły liście z drzew»
- 1975 — «История греха» / «Dzieje grzechu»
- 1976 — «Шрам» / «Blizna»
- 1977 — «Защитные цвета» / «Barwy ochronne»
- 1977 — «Страсть» / «Pasja»
- 1978 — «Кошмары» / «Zmory»
- 1978 — «Больница преображения» / «Szpital przemienienia»
- 1978 — «Спираль» / «Spirala»
- 1979 — «Урок мёртвого языка» / «Lekcja martwego języka»
- 1979 — «Кинолюбитель» / «Amator»
- 1980 — «В белый день» / «W biały dzień»
- 1980 — «Контракт» / «Kontrakt»
- 1980 — «Константа» / «Constans»
- 1980 — «Случай» / «Przypadek»
- 1981 — «Лимузин Даймлер-Бенц» / «Limuzyna Daimler-Benz» — Польша / ФРГ (Manfred Durniok Produktion)
- 1982 — «Пансион пани Латтер» / «Pensja pani Latter»
- 1982 — «Прогноз погоды» / «Prognoza pogody»
- 1983 — «Внутреннее состояние» / «Stan wewnętrzny»
- 1983 — «Предназначение» / «Przeznaczenie»
- 1984 — «Год спокойного солнца» / «Rok spokojnego słońca» — Польша / США (Teleculture Inc.) / Западный Берлин (Regina Ziegler Filmproduktion)
- 1984 — «Женщина в шляпе» / «Kobieta w kapeluszu»
- 1984 — «Без конца» / «Bez końca»
- 1985 — «Медиум» / «Medium»
- 1985 — «Дьявол» / «Diabeł»
- 1986 — «Зигфрид» / «Zygfryd»
- 1987 — «Магнат» / «Magnat»
- 1987 — «Короткий фильм об убийстве» / «Krótki film o zabijaniu»
- 1987 — «Ангел в шкафу» / «Anioł w szafie»
- 1988 — «Где бы ни был…» / «Gdzieśkolwiek jest, jeśliś jest…» — Польша / ФРГ (Gerhard Schmidt Production)
- 1988 — «Нью-Йорк, четыре утра» / «Nowy Jork, czwarta rano»
- 1988 — «Короткий фильм о любви» / «Krótki film o miłości»
- 1989 — «Декалог» / «Dekalog»
- 1989 — «Обладание» / «Stan posiadania»
- 1989 — «Ночной гость» / «Nocny gość» — Польша / Чехословакия (Киностудия «Баррандов»)
- 1990 — «Жизнь за жизнь» / «Życie za życie» — Польша / ФРГ (Ifage Film Production)
- 1991 — «Двойная жизнь Вероники» / «La Double Vie de Véronique» — Франция (Sideral Productions, Le Studio Canal+) / Польша
- 1992 — «Прикосновение руки» / «Dotknięcie ręki» — Польша / Великобритания (Mark Forstater Production)
- 1993 — «Очерёдность чувств» / «Kolejność uczuć»
- 1993 — «Три цвета: Синий» / «Trois couleurs: Bleu» — Франция (MK2 Productions, CED Productions, France 3) / Швейцария (CAB Production) / Польша
- 1994 — «Три цвета: Белый» / «Trois couleurs: Blanc» — Франция (MK2 Productions, France 3) / Швейцария (CAB Production) / Польша
- 1994 — «Три цвета: Красный» / «Trois couleurs: Rouge» — Франция (MK2 Productions, France 3) / Швейцария (CAB Production) / Польша
- 2000 — «Жизнь как смертельная болезнь, передающаяся половым путём» / «Życie jako śmiertelna choroba przenoszona drogą płciową»
- 2002 — «Дополнение» / «Suplement»
- 2002 — «Юлия возвращается домой» / «Julia wraca do domu»
- 2009 — «Повторный визит» / «Rewizyta»